# Por un beso
Por un beso é uma telenovela mexicana produzida por Angelli Nesma Medina para a Televisa e exibida pelo Canal de las Estrellas entre 13 de novembro de 2000 e 30 de março de 2001, substituindo Mi destino eres tú e sendo substituída por Mujer bonita.
Essa é uma adaptação da história da escritora Inés Rodena, um remake de telenovelas já produzidas com La gata e La fiera. 
A trama foi protagonizada por Natalia Esperón e Víctor Noriega e antagonizada por Enrique Rocha, Mercedes Molto e Alejandra Meyer.

## Sinopse
Blanca é uma bela cantora que trabalha em uma boate. Seu namorado, Mariano Díaz de León, é um distinto arquiteto por quem ela está muito apaixonada. No entanto, ele mente para ela desde o início do relacionamento, já que é um homem casado. Ela é órfã e mora com Micaela, sua figurinista.
Fernanda, a esposa de Mariano, não suspeita que ele a esteja traindo ou que as constantes reuniões de trabalho que o marido frequenta quase todas as noites sejam, na verdade, visitas à boate onde Blanca canta. Júlio, amigo de infância de Fernanda, vem visitá-la após herdar uma grande fortuna. Maríano o leva à boate e ele se apaixona por Blanca.
Julio comenta esse detalhe com Fernanda e ela pede que ele a convide para o show. Chegando lá, eles encontram Maríano e Fernanda se apresenta com Blanca como sua esposa. Ao descobrir que Mariano a está traindo, Blanca, decepcionada, aceita sair com Julio. Logo depois, os dois se apaixonam e se casam.
Mariano, furioso, jura que se vingará deles. Entre ele e seu sócio, Efraín, eles enganam Julio para investir com eles em construção. Assim que conseguem, compram terrenos impróprios e obtêm licenças ilegais para construir em nome de Julio.
Quando há um colapso de construção, um trabalhador morre. Julio reclama com Maríano, que culpa Efraín. Julio o confronta e a discussão termina em briga, que resulta na queda acidental de Efraín de uma janela e na morte. Julio é acusado de fraude e assassinato, pelos quais é condenado a 35 anos de prisão.
Blanca dá à luz uma menina e Mariano a visita. Blanca percebe que Mariano é o culpado de tudo. Ele aceita a verdade e ela sofre um ataque cardíaco.Maríano aproveita o momento e a sufoca com um travesseiro, enquanto a sentencia: "Se você não vai ser minha, não será de ninguém".
Em seguida, ela dá dinheiro a Micaela para fazer a menina desaparecer, mas Micaela não tem coragem de fazer isso, então ela fica com a pequena Azucena. Ela cresce em um ambiente de solidão e exploração, já que tem que cantar nos caminhões para sustentar Mica e seu filho Neto, um menino preguiçoso e preguiçoso.
Azucena conhece um garoto rico chamado Daniel; eles logo se tornam amigos e Daniel a motiva a estudar e se destacar. Com o passar dos anos, a amizade entre eles se transforma em amor, que terá que enfrentar terríveis obstáculos e segredos, já que Daniel é filho de Fernanda e Mariano Díaz de León.
Mariano, ao conhecer a namorada do filho, vê em seu rosto o fantasma de Blanca, já que Azucena é idêntica à mãe. Por meio de intrigas e enganos, ele consegue separar Daniel de Açucena, que espera um filho quando ele a abandona.
Julio consegue sua liberdade por bom comportamento e sai da prisão determinado a encontrar sua filha e se vingar de Maríano Díaz de León. Enquanto isso, Azucena luta consigo mesma para descobrir o que realmente sente por Daniel: um profundo desprezo ou um amor intenso e apaixonado.

## Elenco[4]
- Natalia Esperón - Azucena Garza / Blanca Garza
- Víctor Noriega - Daniel Díaz de León Lavalle
- Mercedes Molto - Mirna Ballesteros Mendizábal
- Enrique Rocha - Mariano Díaz de León
- Otto Sirgo - Julio Otero Robles / Gonzalo Ruiz de Cota
- Lourdes Munguía - Prudencia Aguilar
- Luz Elena González - Rita Jiménez de Ornelas
- Alejandra Meyer - Micaela "Mica" Ornelas
- Oscar Morelli - Don Clemente Fuentes
- Luz María Jerez - Fernanda Lavalle de Díaz de León
- Felicia Mercado - Eugenia Mendizábal de Ballesteros
- Carlos Monden - Ignacio Ballesteros
- Melba Luna - Yolanda Uribe
- Héctor Cruz - Det. Romero Gil
- Gerardo Albarrán - Samuel López
- Gustavo Rojo - Lic. Carlos Guillén
- Alicia Fahr - Gloria
- Patricio Castillo - Antonio Ramírez, "El Padrino"
- Irán Eory - Carmen
- Raúl Magaña - David Díaz de León Lavalle
- Jorge Poza - Agustín Aguilar
- Benjamín Rivero - Luis Ponce, "El Duende"
- Condorito Jr. - Juan Téllez
- Giovan D'Angelo - Ricardo Leyva
- Vilma Sotomayor - Sonia
- Margarita Magaña - Loreta Mendiola
- Julio Mannino - Ernesto "Neto" Ornelas
- Mauricio Aspe - Anselmo
- Arlette Pacheco - Malena
- Alejandra Barros - Thelma
- Elizabeth Aguilar - Sra. Encino
- Oscar Traven - Efraín Ayala
- Guillermo Aguilar - Dr. Guízar
- Juan Carlos Bonet - Mariano (jovem)
- Ernesto Godoy - Julio (jovem)
- Dominika Paleta - Fernanda (jovem)
- Polly  - Mica (jovem)
- Jordi Landeta - Daniel (niño)
- Ximena Adriana - Azucena (niña)
- Jorge Trejo - Neto (niño)
- Pablo Alejandro Byrne - Agustín (niño)
- Silvia Valdez - Yolanda (joven)
- Jesús Arriaga
- José Luis Avendaño
- Rosángela Balbó - Dra. Guzmán
- Marco Berman
- Guadalupe Bolaños
- Arleth Terán - Brisia
- Ernesto Bretón
- Mario Carballido
- Claudia Cañedo
- César Castro - Lic. Urquiza
- Roger Cudney - Dr. Newman
- Héctor del Puerto
- Rafael del Villar - Félix
- Graciela Estrada - Adela
- José Antonio Estrada
- Flora Fernández - Doña Olga
- Esteban Franco - "El Culebra"
- Daniel Gauvry - Dr. Asturias
- Carmelita González - Elodia
- Alfonso Iturralde - Octavio Mendiola
- José Antonio Iturriaga - "El Pelos"
- Benjamín Islas
- Arturo Laphan - Mario
- Ismael Larumbe - Dr. Andrade
- Eduardo Liñán - Dr. Ventura
- Susana Lozano - Abigail Caldero
- Mario Iván Martínez - Francesco
- Ramón Menéndez - Dr. Lavat
- Ricky Mergold - El Chicles
- Antonio Miguel - Dr. Sierra
- Marcelo Molina - Gustavo Moro
- Mariano Molina - Jesús Garza Díaz de León
- Sara Monar
- Julio Monterde
- Ivonne Montero
- Maleni Morales - Constanza Hidalgo
- Fernando Morín
- Hilda Nájera
- Gustavo Negrete - Antonio Quintana
- Alejandra Obregón - Katy
- Martha Ortiz
- Baltazar Oviedo
- Arturo Paulet - Lic. Quiroz
- Tania Prado
- Genoveva Pérez
- Alejandro Rábago - Lic. Cruz
- Lourdes Reyes - Estela Hidalgo
- Vicky Rodel - Lupita
- Juan Romanca
- Jorge Pascual Rubio - Dr. Aguirre
- Milagros Rueda
- Roberto Ruy
- Polo Salazar - Fiscal del Ministerio Público Carranza
- Sergio Sánchez - Miguel Ángel Bouvier
- Roxana Saucedo - Lucía
- Miguel Serros
- Claudia Silva
- Evelyn Solares - Celia
- Irma Torres - Leonora
- Alex Trillanes
- Tere Valadez
- Raúl Valerio - Lic. Tinoco
- Ricardo Vera - Alfonso Nájera
- Yaldha Victoria
- Jacqueline Voltaire - Sra. Mier y Terán
- Guillermo Zarur - El Abuelo
- Kika Edgar - Voz de Blanca
- Elizabeth Ávila
- Mariana Tapia
- Rocío Valenzuela

## Audiência
Obteve média de 24.0 pontos. 

## Outras Versões
Por un beso é um remake da telenovela La gata, que por sua vez originou outras novelas.
- Ella, la gata, produzida pelo Canal 13 na Argentina em 1967, com Marta González e Enrique Liporace, a qual foi a primeira versão da história.
- La gata, produzida por Cadena Venezolana de Televisión em 1968, com Peggy Walker e Manolo Coego.
- La gata, produzida por Valentín Pimstein em 1970 para a Televisa, com María Rivas e Juan Ferrara.
- La fiera, produzida pela Televisa em 1983 e protagonizada por Victoria Ruffo e Guillermo Capetillo.
- Rosa salvaje, produzida por Valentín Pimstein para a Televisa em 1987 e protagonizada por Verónica Castro e Guillermo Capetillo.
- Cara sucia, produzida pela Venevision em 1993, com Sonya Smith e Guillermo Davila.
- Sueño de amor, produzida por José Rendón em 1993 para a Televisa e protagonizada por Angélica Rivera e Omar Fierro.
- Muñeca de trapo, produzida pela Venevisión em 2000, escrita por Rodolfo Boyadjian e protagonizada por Adrián Delgado e Karina Orozco.
- Gata salvaje, produzida pela Venevisión e Fonovideo Productions em 2002, com Marlene Favela e Mario Cimarro.
- Seus Olhos, versão brasileira produzida pelo SBT em 2004, com Carla Regina, Petrônio Gontijo, Juan Alba e Thierry Figueira.
- Pobre diabla, produzida pela TV Azteca em 2009 e protagonizada por Alejandra Lazcano e Cristóbal Lander.
- La gata, versão produzida pela Televisa em 2014 e protagonizada por Maite Perroni e Daniel Arenas.